# شاين كلارك
شاين كلارك (بالإنجليزية: Shane Clarke)‏ (7 نوفمبر 1987 بلنكولن في المملكة المتحدة - ) هو لاعب كرة قدم بريطاني في مركز الوسط. لعب مع نادي غاينسبورو ترينيتي ووركشوب تاون ‏ ونادي غيتزهد ولينكولن سيتي أف سي ونادي تاموورث ونادي بوسطن يونايتد.

## وصلات خارجية
- شاين كلارك على موقع قاعدة بيانات كرة القدم.إي يو (الإنجليزية)
- شاين كلارك على موقع Soccerbase.com (لاعب) (الإنجليزية)
- شاين كلارك على موقع Soccerway.com (الإنجليزية)